# Latifa Bennani-Smires
Pour les articles homonymes, voir Bennani.
Latifa Bennani-Smires (en arabe : لطيفة بناني سميرس) est une femme politique marocaine. Avec Badia Skalli, elle devient en 1993 l'une des deux premières femmes élues à la Chambre des représentants.

## Biographie
Dirigeante de la section féminine du Parti de l'Istiqlal, Latifa Bennani-Smires est candidate aux élections législatives de 1993. Avec Badia Skalli, elle est élue députée à la Chambre des représentants, faisant d'elles les premières femmes membres du Parlement du Maroc.
Elle est réélue en 1997, en 2002 et en 2007. Au cours de son dernier mandat, elle est présidente du groupe Istiqlal à la Chambre des représentants.